# 1628
1628 (MDCXXVIII) fue un año bisiesto comenzado en sábado según el calendario gregoriano.

## Acontecimientos
- 10 de junio: Piet Hein, corsario neerlandés, captura la flota española del tesoro en la batalla de la Bahía de Matanzas, frente a las costas de Cuba.
- 28 de octubre: Termina el sitio de la fortaleza de La Rochelle, que cae en manos de la Corona francesa.
- El médico William Harvey describe por primera vez en un libro la circulación de la sangre en el cuerpo humano, revolucionando el conocimiento sobre la anatomía humana.
- Accede al trono de la India el emperador mogol Shah Jahan.
- Colonos ingleses fundan la ciudad de Bridgetown, capital de la isla caribeña de Barbados
- En la Siberia rusa se funda la aldea de Krasnoyarsk.
- En la antigua provincia filipina de Camarines se registra un fuerte terremoto que causa graves daños y daña numerosas viviendas.

## Arte y literatura
- La novela Los Tres Mosqueteros, de Alexandre Dumas, ocurre en 1628, e incluye versiones algo ficcionalizadas del sitio de la Rochelle, el asesinato de George Villiers, y otros hechos históricos de 1628.

Se publica el tratado de William Harvey “Exercitatio Anatomica de Motu Cordis et Sanguinis in Animalibus”

## Nacimientos

### Enero
- 12 de enero: George Villiers, II duque de Buckingham (f.1687)
- 12 de enero: Charles Perrault, escritor francés (f. 1703)

### Marzo
- 10 de marzo: Marcello Malpighi, anatomiosta y biólogo italiano (f. 1694)

### Mayo
- 15 de mayo: Carlo Cignani, pintor italiano (f. 1719)

### Noviembre
- 28 de noviembre: John Bunyan, escritor inglés conocido por su obra El progreso del peregrino (f. 1688)

### Diciembre
- 25 de diciembre: Noël Coypel, pintor y decorador francés.

### Sin fecha
- Guillaume Courtois, pintor francés (f. 1679).

## Fallecimientos

### Agosto
- 23 de agosto: George Villiers, noble inglés (n. 1592).

### Octubre
- 16 de octubre: François de Malherbe, literato francés (n. 1555).
- 20 de junio: William Cavendish, II conde de Devonshire, hombre de la corte y político inglés (n. 1591).